# Asplenium hypomelas
Asplenium hypomelas là một loài dương xỉ trong họ Aspleniaceae. Loài này được Kuhn mô tả khoa học đầu tiên năm 1868.